# Ugyina
Az Ugyina (oroszul: Удина) egy vulkáni hegytömb a Kamcsatka-félszigeten, Oroszországban. Két kúp alakú rétegvulkán alkotja: a Nagy-Ugyina (Большая Удина, 2920 m) és a Kis-Ugyina (Малая Удина 1945 m).
A 2010-es évek végén végzett mérések alapján kutatók szerint a Nagy-Ugyina „nagyjából 50%-os” valószínűséggel ismét ki fog törni.